# Xystrocera apiculata
Xystrocera apiculata es una especie de escarabajo longicornio perteneciente al género Xystrocera, clasificada en la tribu Xystrocerini, de la subfamilia Cerambycinae.
Mide 15-36 mm de longitud. El período de actividad para los adultos se presenta entre junio y diciembre.

## Distribución
Se distribuye por Indonesia, Papúa Nueva Guinea y Timor Oriental.

## Taxonomía
Fue descrita por Pascoe en 1869.
Etimología
apiculata: epíteto que significa ápice en forma de pequeña capucha.
Sinonimia
- Xystrocera apiculata fuscipennis Breuning, 1957.[2]